# Bakovci
Bakovci – wieś w Słowenii, w gminie miejskiej Murska Sobota. W 2018 roku liczyła 1480 mieszkańców. 